# Unternehmen Michael (Film)
Unternehmen Michael ist ein 1937 gedrehter deutscher Kriegsfilm mit Propagandatendenz von Karl Ritter nach dem gleichnamigen Bühnenstück von Hans Fritz von Zwehl. Der Film spielt in der Zeit der Deutschen Frühjahrsoffensiven 1918 an der Westfront im Ersten Weltkrieg. Die Hauptrollen spielen neben Mathias Wieman als Major zur Linden Heinrich George und Willy Birgel. Mathias Wiemann wirkte auch am Drehbuch mit. 
Der zur Zeit des Nationalsozialismus gedrehte Film ist ein so genannter Vorbehaltsfilm der Friedrich-Wilhelm-Murnau-Stiftung. Er gehört damit zum Bestand der Stiftung, ist nicht für den Vertrieb freigegeben, und darf nur mit Zustimmung und unter Bedingungen der Stiftung gezeigt werden.

## Handlung
Das deutsche Heer startet in den letzten Monaten des Ersten Weltkrieges die sogenannten Frühjahrsoffensiven. Die erste ist die Operation Michael, mit der der deutsche Generalstab versuchen will, den fast verlorenen Krieg doch noch zu gewinnen. Kaum ist die Nachricht von dieser verhältnismäßig kleinen Kampfhandlung beim zuständigen Generalkommando eingetroffen, erkennt Major zur Linden, dass die strategisch wichtige Stadt Beaurevoir unter allen Umständen gehalten werden muss, wenn nicht das gesamte Unternehmen Michael, noch ehe es überhaupt begonnen hat, ernsthaft gefährdet sein soll. Der Generalstabsoffizier, er hat den Angriffsplan selbst ausgearbeitet, fordert sofort schwere Artillerie an, die Beaurevoir unter Beschuss nehmen soll. Die Lage ist jedoch so, dass so gut wie alle schweren Geschütze an anderen Einsatzorten sind, wo sie ebenfalls dringend benötigt werden. Dann trifft auch noch die Nachricht ein, dass der Führer des Sturmbataillons, Hauptmann Hill, schwer verletzt ist. Damit fehlt dem Unternehmen ein erfahrener Anführer, der gerade in einer solch kritischen Lage bitter nötig wäre. So bittet Major zur Linden den kommandierenden General darum nach vorne in die Stellung gehen zu dürfen. Zwar möchte dieser den Major lieber an seiner Seite wissen, da er ihm ein wichtiger Berater ist, sieht aber ein, dass er sich dessen Wunsch nicht widersetzen darf, weil von dessen Anwesenheit im „Labyrinth“ vielleicht der Erfolg oder auch Misserfolg der Operation abhängen könnte. Zur Linden trifft genau zum rechten Zeitpunkt bei der Sturmtruppe ein. Der englische Gegenstoß ist immer stärker geworden und die Aussichten, die Stellung halten zu können, verschlechtern sich zunehmend rapide. Durch die Übermacht der Engländer ist es diesen gelungen, ihre deutschen Gegner vollständig einzukreisen. Ein letztes Mittel bleibt den Deutschen noch, schwerstes Vernichtungsfeuer auf Beaurevoir. 
Als dann auch noch der Bataillonskommandant schwer verwundet wird, übernimmt Major zur Linden in aussichtsloser Lage seinen Posten. Dieser sieht schließlich nur einen Weg, die Engländer zurückzudrängen: Schweres Vernichtungsfeuer muss auf die eigene Stellung gelenkt werden! Brieftauben bringen die Nachricht zum Kommando. Der General überlegt lange, denn ihm ist bewusst, dass die Granaten auf das „Labyrinth“ zwar den Feind aufhalten können, auf der anderen Seite aber die tapferen deutschen Soldaten ebenfalls betroffen sind. Es fällt ihm nicht leicht und doch entschließt der Kommandierende General sich, der Bitte von zur Linden nachzukommen. Als die gewaltigen Geschütze ihr Feuer über Beaurevoir verbreiten, zieht sich der Feind immerhin zurück. Aber auch fast alle deutschen Soldaten inklusive Major zur Linden finden bei der Aktion den Tod.

## Produktionsnotizen
Der Film wurde von der Universum-Film AG Berlin unter der Herstellungsleitung von Karl Ritter produziert und von der Afifa Berlin kopiert. Die Aufnahmeleitung lag bei Ludwig Kühr. Die Bauten stammen von Walter Röhrig. Unternehmen Michael wurde am 7. September 1937 uraufgeführt. Der Film wurde ab 1941 mit deutschen Untertiteln aufgrund einer Vereinbarung zwischen der UFA und der japanischen Filmhandelsgesellschaft „Towa“ auch in Japan gezeigt.
Auf der Seite der Friedrich-Wilhelm-Murnau-Stiftung ist zu lesen: „Unternehmen Michael propagiert deutschen Heldenmut selbst im Angesicht des sicheren Todes. Das Wohl aller stand in der NS-Ideologie weit über dem des Einzelnen. Wer sich der tatsächlichen Ereignisse des ersten Weltkriegs nicht bewusst war, konnte am Ende des Films glauben, die Opferbereitschaft Zur Lindens hätte doch noch für den Sieg Deutschlands gesorgt.“

## Rezeption

### Kritik
Karl Ritter schrieb in einem Produktionsbericht: „Ein männlicher Film ohne falschen Zauber“. Der Film-Kurier lobte die „echte Atmosphäre“ und die „unbedingte Wahrheitstreue“.
Der Autor und Kritiker Falk Schwarz titelte: „Der unbesiegbare deutsche Soldat. ‚Es lebe Deutschland‘! bestärkt sich der General (Heinrich George) selber. Vorher sind die deutschen Soldaten, kampfgestählt, mit enormer Motivation und noch größerer Feuerkraft auf das ‚Labyrinth‘ losgestürmt, um diese Festung in den späten Kriegstagen des Jahres 1918 im hart umkämpften Belgien doch noch dem englischen Feind abzuringen und gegen die Übermacht zu siegen.“ Im Drehbuch steht der Satz: „Das Unabänderliche ist niemals ohne Sinn.“ Schwarz bemerkte dazu: „Nun lässt sich dem Film allerdings zuschreiben, dass er in der Verklammerung der Einzelschicksale geschickt geführt wird, die Auseinandersetzungen im Stab durchaus Statur haben und dem jungen Kameramann Günther Anders (nach dem Krieg einer der Großen) eindrucksvolle Bilder gelingen. Nur macht das Ganze die darunter liegende Aussage nicht wett – dass nämlich für die deutschen Soldaten Rückzug nicht denkbar ist, Aufgeben nicht infrage kommt, Härte statt Vernunft obsiegt.“

### Auszeichnung, Nachwirkung
Der Film erhielt von der Filmprüfstelle das Prädikat „staatspolitisch wertvoll“. 
Heute erfährt der Film nur noch wenig Beachtung. Der Medienwissenschaftler Rainer Rother hält das Konzept des Films und seine Ausführung für „konfus“ und „umstritten“. Nach Ende des Zweiten Weltkrieges wurde Unternehmen Michael wegen der in ihm enthaltenen nationalsozialistischen Propaganda als Vorbehaltsfilm eingestuft. Seine öffentliche Aufführung ist seitdem nur eingeschränkt möglich. Heute beansprucht die Friedrich-Wilhelm-Murnau-Stiftung die Auswertungsrechte.